# أبو واقد الليثي
أبو واقد الحارث بن عوف الليثي، من بني ليث بن بكر بن عبد مناة من قبيلة كنانة.

## اسمه ونسبه
هو الحارث بن عوف بن أسيد بن جابر بن عويرة بن عبد مناف بن شجع بن عامر بن ليث بن بكر بن عبد مناة بن كنانة 
اختلف في اسمه، فقيل: الحارث بن عوف. وقيل: عوف بن الحارث. وقيل: الحارث بن مالك.

## سيرته
قيل: إنه شهد بدراً. وقيل: لم يشهدها. وكان معه لواء بني ضمرة وبني ليث وبني سعد ابن بكر بن عبد مناة يوم الفتح. وقيل: إنه من مسلمة الفتح. والصحيح أنه شهد الفتح مسلماً.
يعد في أهل المدينة، وشهد اليرموك بالشام، وجاور بمكة سنة، ومات بها، ودفن في مقبرة المهاجرين بفخ سنة ثمان وستين، وهو ابن خمس وسبعين سنة. وقيل: خمس وثمانين سنة. روى عنه ابن المسيب، وعروة بن الزبير، وعبيد الله بن عبد الله بن عثبة، وعطاء بن يسار، وغيرهم. أخبرنا غير واحد بإسنادهم عن محمد بن عيسى: حدثنا محمد بن عبد الأعلى الصنعاني، أخبرنا سلمة بن رجاء: حدثنا عبد الرحمن بن عبد الله بن دينار، عن زيد بن أسلم، عن عطاء بن يسار، عن أبي واقد الليثي قال: قدم رسول الله صلى الله عليه وسلم المدينة وهم يجبون أسنمة الإبل، ويقطعون أليات الغنم، فقال: «ما يقطع من البهيمة وهي حية فهو ميتة». أخرجه أبو نعيم، وأبو عمر، وأبو موسى.
أسد الغابة.
أبو واقد الليثي من بني ليث بن بكر بن عبد مناة بن علي بن كنانة بن خزيمة بن مدركة بن إلياس بن مضر.
اختلف في اسمه فقيل: الحارث ابن عوف.
وقيل عوف بن الحارث.
وقيل الحارث بن مالك بن أسيد بن جابر ابن عوثرة بن عبد مناة بن أشجع بن عامر بن ليث.
قيل إنه شهد بدراً مع النبي صلى الله عليه وسلم وكان قديم الإسلام وكان معه لواء بني ليث وضمرة وسعد بن بكر يوم الفتح وقيل: إنه من مسلمة الفتح والأول أصح وأكثر يعد في أهل المدينة وجاور بمكة سنة ومات بها فدفن في مقبرة المهاجرين سنة ثمان وستين وهو ابن خمس وسبعين سنة وقيل: ابن خمس وثمانين سنة.
الاستيعاب في تمييز الصحاب.
أبو واقد الليثي مختلف في اسمه قيل الحارث بن مالك وقيل بن عوف وقيل عوف بن الحارث بن أسيد بن جابر بن عبد مناة بن شجع بن عامر بن ليث بن بكر بن عبد مناة بن علي بن كنانة كان حليف بن أسد قال البخاري وابن حبان والباوردي وأبو أحمد الحاكم شهد بدرا وقال أبو عمر قيل شهد بدرا ولا يثبت وقال بن سعد أسلم قديما وكان يحمل لواء بني ليث وضمرة وسعد بن بكر يوم الفتح وحنين وفي غزوة تبوك يستنفر بني ليث وكان خرج إلى مكة فجاور بها سنة فمات وقال في موضع آخر دفن في مقبرة المهاجرين روى عن النبي صلى الله عليه وسلم وعن أبي بكر وعن عمر وأسماء بنت أبي بكر روى عنه ابناه عبد الملك وواقد وأبو سعيد الخدري وعطاء بن يسار وعروة وآخرون وقال أبو عمر كان قديم الإسلام وكان معه لواء بني ليث وضمرة وسعد بن بكر يوم الفتح وقيل إنه من مسلمة الفتح والأول أصح يعد في أهل المدينة وقد أنكر أبو نعيم على من قال إنه شهد بدرا وقال بل أسلم عام الفتح أو قبل الفتح وقد شهد على نفسه أنه كان بحنين قال ونحن حديثوا عهد بكفر انتهى وقد نص الزهري على أنه أسلم يوم الفتح وأسند ذلك عن سنان بن أبي سنان الدؤلي أخرجه بن منده بسند صحيح إلى الزهري ومستند من قال أنه شهد بدرا ما أورده يونس بن بكير في مغازي بن إسحاق عنه عن أبيه عن رجال من بني مازن عن أبي واقد قال إني لأتبع رجلا من المشركين يوم بدر لأضربه بسيفي فوقع رأسه قبل أن يصل إليه سيفي فعرفت أن غيري قد قتله ويعارض قول من قال إنه شهد بدرا ما ذكره الواقدي أنه مات زمن ثمان وستين وله خمس وسبعون فإنه يقتضي أنه ولد بعد وقعة بدر وقيل مات بن خمس وسبعين سنة فعلى هذا يكون في وقعة بدر بن اثنتي عشرة سنة وعلى هذا ينطبق قول أبي حسان الزيادي إنه ولد في السنة التي ولد فيها بن عباس ووافق أبو عمر على ما قال الواقدي ثم قال وقيل مات سنة خمس وثمانين وبهذا الأخير جزم البغوي وآخرون ونقل البخاري أنه مات في خلافة معاوية وأخرج البخاري بسند حسن عن إسحاق مولى محمد بن زياد أنه سمع أبا واقد يقول رأيت الرجل من العدو يوم اليرموك يسقط فيموت وأخرجه خليفة من هذا الوجه فقال إسحاق مولى زائدة وزاد في آخره حتى قلت في نفسي لو أن أضرب أحدهم بطرف ردائي مات قال بن عساكر في مسند بن إسحاق من لا يعرف والصحيح ما قال الزهري عن سنان والقصة التي ذكرها بن إسحاق إنما كانت لأبي واقد يوم اليرموك كما تقدم الإصابة في تمييز الصحابة
أبو واقد الليثي صاحب النبي -صلى الله عليه وسلم- سماه البخاري وغيره: الحارث بن عوف.
وقال البخاري وأبو أحمد الحاكم شهد بدرا.
وله عدة أحاديث.
وحدث أيضا عن أبي بكر، وعمر.
وشهد الفتح، وسكن مكة.
حدث عنه : عطاء بن يسار، وسعيد بن المسيب، وعروة بن الزبير، وعبيد الله بن عتبة، وبسر بن سعيد، وأبو مرة، مولى عقيل.
عداده في أهل المدينة. وعاش خمسا وسبعين، فيما قيل.
والظاهر أنه عاش نحوا من ثمانين سنة، إن كان شهد بدرا. فالله أعلم.
قال يونس بن بكير، عن محمد بن إسحاق : حدثني أبي، عن رجل من مازن، عن أبي واقد، قال: إني لأتبع رجلا من المشركين يوم بدر، فوقع رأسه قبل أن يصل إليه سيفي، فعرفت أن غيري قتله.
إبراهيم بن سعد، عن ابن شهاب، عن سنان بن أبي سنان الدؤلي: أن أبا واقد الليثي أسلم يوم الفتح.
قلت : على هذا يكون أبو واقد صحابيين. قال يحيى بن بكير، والفلاس: توفي أبو واقد الليثي سنة ثمان وستين.
وقال الواقدي: توفي سنة خمس وستين.
قلت: حديثه في الكتب الستة.